# Elecciones municipales de San Rafael de 2019
Las elecciones en el departamento de San Rafael de 2019 tuvieron lugar el 1 de septiembre. En dicha elección se eligieron intendente municipal y concejales. Estuvieron habilitados para votar 149,116 sanrafaelinos, repartidos en 439 mesas electorales.
Las candidaturas oficiales se definieron en las elecciones primarias, abiertas, simultáneas y obligatorias (PASO) que tuvieron lugar el 28 de abril de 2019.
El intendente en funciones, Emir Félix, resultó reelecto con el 59,20% de los votos.

## Resultados

### Elecciones primarias
Las elecciones primarias, abiertas, simultáneas y obligatorias (PASO) tuvieron lugar el 28 de abril de 2019. Se presentaron diez precandidatos a la intendencia por siete frentes políticos distintos.
|  | 55,01 % |

|  | 44,00 % |

|  | 35,33 % |

|  | 27,67 % |

|  | 26,98 % |

|  | 1,35 % |

|  | 3,35 % |

|  | 2,43 % |

|  | 1,85 % |

|  | 1,03 % |

|  | 0,96 % |

|  | 97,11 % |

|  | 1,29 % |

|  | 1,60 % |

|  | 76,18 % |

|  | 100 % |

### Elecciones generales
Las elecciones generales tuvieron lugar el 1 de septiembre de 2019. El cargo a la intendencia se disputó entre los tres candidatos que lograron superar las elecciones primarias.

#### Intendente
|  | 59,20 % |

|  | 35,08 % |

|  | 5,73 % |

|  | 97,92 % |

|  | 0,96 % |

|  | 1,12 % |

|  | 74,48 % |

|  | 100 % |

#### Concejales
|  | 58,64 % |

|  | 35,22 % |

|  | 6,14 % |

|  | 97,38 % |

|  | 1,51 % |

|  | 1,11 % |

|  | 74,48 % |

|  | 100 % |